# پل آنجل سالیگنی
پل آنجل سالیگنی (انگلیسی: Anghel Saligny Bridge) یک پل خرپایی جه عبور خط آهن است که بر روی رود دانوب احداث شده‌است.